# Dziewczyna moich koszmarów
Dziewczyna moich koszmarów (ang. The Heartbreak Kid) – amerykańska komedia romantyczna z 2007 roku, w reżyserii Petera Farrelly i Bobby’ego Farrelly. Premiera filmu miała miejsce 27 września 2007. Film powstał na podstawie opowiadania Bruce’a Jay Friedmana A Change of Plan.

## Obsada
- Ben Stiller – Eddie Cantrow
- Michelle Monaghan – Miranda
- Jerry Stiller – Doc
- Malin Akerman – Lila
- Carlos Mencia – Wujek Tito
- Eva Longoria – Consuela
- Rob Corddry – Mac
- Scott Wilson - Boo
- Polly Holliday - Beryl
- Danny McBride - Martin
- Roy Jenkins - Buzz
- Stephanie Courtney - Gayla
- Amy Sloan - Deborah
- Jerry Sherman - Dziadek Anderson
- Lauren Bowles - Tammy

i inni.

## Fabuła
Eddie po rozstaniu z Jodi szuka wybranki swojego życia. Pewnego dnia, idąc ulicą, zauważa, że młoda kobieta zostaje napadnięta przez złodzieja-rowerzystę, który wyrywa jej z ręki torebkę. Dziewczyna nie mogła się bronić, ponieważ niosła ciężki kosz do pralni. Eddie próbuje zatrzymać złodzieja, ten jednak pryskając go gazem w twarz, ucieka. Dziewczyna pozostaje bez pieniędzy, dokumentów, telefonu. Eddie pomaga dziewczynie zebrać z chodnika ubrania i pożycza jej pieniądze na tramwaj. W trakcie krótkiej rozmowy Eddie zdradza dziewczynie, że pracuje w pobliskim sklepie sportowym. Podczas odjazdu tramwaju Eddie poznaje imię blondynki - Lila (Malin Akerman). Lila po jakimś czasie pojawia się w sklepie. Razem z Eddiem idą do kawiarni, gdzie okazuje się, że Lila prowadzi badania nad morskimi zwierzętami. Szybko zakochują się w sobie. Na drodze do ich szczęścia stoi wiadomość, że Lila będzie musiała wyjechać (ponieważ nie ma założonej rodziny) na 2 lata do Rotterdamu, by badać morze i zwierzęta. Jedynym sposobem, by zatrzymać Lilę przy sobie, jest ślub, który radzi Eddiemu rodzina. Ślub dochodzi do skutku i młodzi wyjeżdżają na podróż poślubną do Meksyku. Już w trakcie jazdy samochodem uwidaczniają się wady, których zakochani w tak krótkim okresie (6tyg.) znajomości nie mogli zauważyć. Na dodatek, w hotelu, w którym mieszkają zatrzymała się piękna brunetka Miranda (Michelle Monaghan) z rodziną. Eddie zdaje sobie sprawę w trzecim dniu miesiąca miodowego, że znalazł miłość swojego życia, lecz nie jest to jego żona.